# Heimliche Helden
Heimliche Helden ist eine von 2005 bis 2009 von der Ehapa Comic Collection publizierte Comicreihe. Die Reihe befasst sich laut Titel mit Disneys „heimlichen Helden“ wie bspw. Phantomias, Supergoof, Kater Karlo, Gamma oder Daisy Duck. Die Bücher enthalten einen redaktionellen Teil von Wolfgang J. Fuchs, ähnlich dem redaktionellen Teil „Entenhausener Geschichte(n)“ in den Donald Duck Sonderheften. Ein Band kostete seinerzeit 15 Euro bei 144 Seiten.

## Ausgaben
- Heimliche Helden 1: Supergoof (Oktober 2005)
- Heimliche Helden 2: Phantomias (Januar 2006)
- Heimliche Helden 3: Gundel Gaukeley (Mai 2006)
- Heimliche Helden 4: Gamma (August 2006)
- Heimliche Helden 5: Onkel Dagoberts Geldspeicher (Februar 2007)
- Heimliche Helden 6: Kater Karlo (Mai 2007)
- Heimliche Helden 7: Daisy Duck (Dezember 2007)
- Heimliche Helden 8: Gustav Gans (Juli 2008)
- Heimliche Helden 9: Donalds 313 (Februar 2009)
- Heimliche Helden 10: Klaas Klever (August 2009)